# John Knox Laughton
Sir John Knox Laughton (* 23. April 1830 in Liverpool; † 14. September 1915) war ein britischer Marinehistoriker.
Laughton war der Sohn eines Kapitäns. Er studierte an der Universität Cambridge (Gonville and Caius College), an der er Wrangler bei den Tripos-Prüfungen in Mathematik wurde. Danach ging er zur Royal Navy, diente im Krimkrieg und Opiumkrieg und war ab 1866 am Royal Naval College in Portsmouth. Dort schrieb er Lehrbücher über Wetterkunde und Nautik und wurde 1873 Leiter der Abteilung Meteorologie am Royal Naval College in Greenwich (London). Ab 1876 unterrichtete er auch Marinegeschichte. 1885 wurde er Professor für Modern History am King’s College London.
Er war einer der Gründer der Navy Records Society mit seinem Freund Admiral Cyprian Bridge (1839–1924) und bis 1912 deren Sekretär.
Knox schrieb über 900 Einträge in den Dictionary of National Biography, darunter fast alle, die in Verbindung zur Marinegeschichte standen.
1907 wurde er als Knight Bachelor geadelt. 1910 erhielt er die Chesney Gold Medal des Royal United Services Institute.
Seine Tochter Vera Laughton Matthews (1888–1959) war 1939 bis 1947 Direktor des Woman´s Royal Naval Service.

## Schriften
- Essay on Naval Tactics, 1873
- The Scientific Study of Naval History, 1874
- Herausgeber: State Papers relating to the defeat of the Spanish Armada, Navy Records Society, Nr. 1, 2, 1894
- Herausgeber: Letters and Papers of Charles, Lord Barham, 1758–1813, Navy Records Society, Nr. 32, 38, 39
- Herausgeber mit R. Vesey Hamilton: The Recollections of Commander James Anthony Gardner, 1775–1814, Navy Records Society, Nr. 31
- Nelson and his companions in arms, London: Allen and Unwin 1941
- Nelson, Macmillan 1904
- Frustration of the plan for the escape of Napoleon Bonaparte from Bordeaux, London 1912
- Defeat of the Spanish Armada anno 1588, 2 Bände, New York 1971
- Herausgeber: Seizure of Helgoland 1807, 1907
- Studies in naval history: Biographies, London: Longmans, Green 1887, Conway Maritime Press 1970
- Sea fight and adventures, London, G. Allen 1901
- Herausgeber: Memoirs of the life and correspondence of Henry Reeve, 2 Bände, Longmans, Green 1898
- Herausgeber: Letters and despatches of Horatio, viscount Nelson, K. B., duke of Bronte, vice-admiral of the White squadron, London, Longmans, Green 1886
- Herausgeber: From Howard to Nelson : twelve sailors, London 1899